# 徳山の盆踊
徳山の盆踊（とくやまのぼんおどり）は静岡県榛原郡川根本町の徳山地区に伝承される民俗芸能。国指定の重要無形民俗文化財（芸能、1987年12月28日指定）。

## 説明

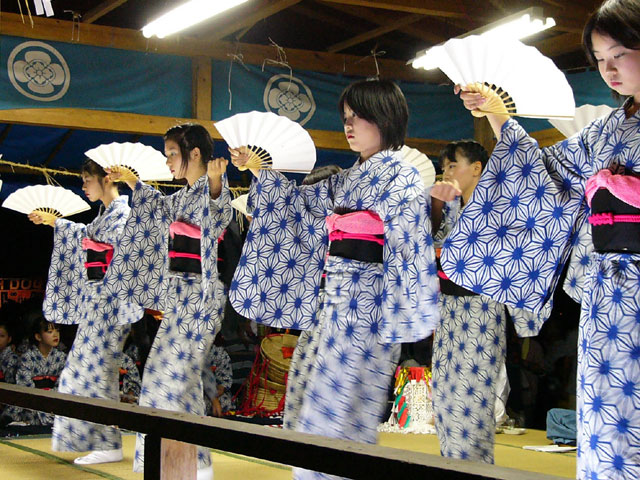
ヒーヤイ

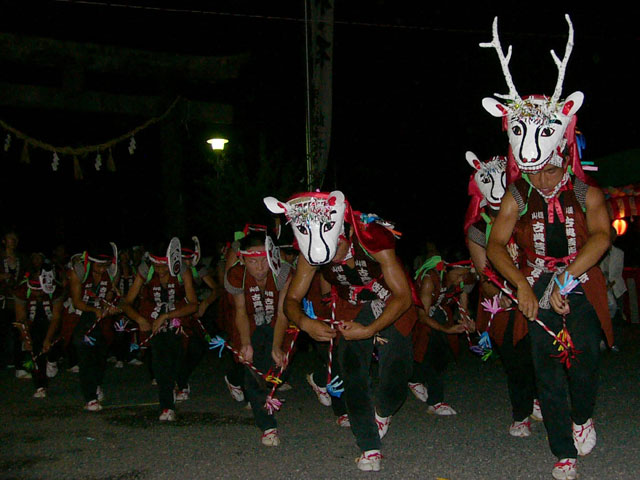
鹿ん舞

毎年8月15日に浅間神社の例大祭において披露される盆踊りで、成人が演じる「狂言」、少女らによる小歌踊り「ヒーヤイ」（「ヒーアイ」とも）、少年らが鹿に仮装する「鹿ん舞（しかんまい）」の三つの演目から成る。小歌踊りの間に狂言を挟む形式は古いかぶき踊りを彷彿させ、そこに動物の仮装踊りである風流が加わるなどの際立った特徴を持つ。これら狂言と風流踊りから成る全体の構成は近世初期の痕跡を残しており、芸能史的にも貴重とされる。
ヒーヤイは麻の葉文様の浴衣に繻子織の帯を締めた娘たちが、一文字笠を被り、綾棒あるいは扇を持って舞う古風な小歌踊り。囃詞（はやしことば）の「ヒーヤイ」にその名の由来がある。かつては女装した男性が演じた。
鹿ん舞は鹿に扮した少年らが境内に繰り込み跳躍して踊るもので、2頭の牝鹿を従えた牡鹿を先頭に、小鹿と呼ばれる数名の少年らがひょっとこやおかめの面を付けてこれに続き、笛・太鼓などの囃子方が最後尾に付く。仮装の一団は、紅白に彩られた2本の綾棒を前屈みのまま軽やかに回しつつ舞堂の周囲を跳躍する。一旦動きを止め、牡鹿が頭を左右に振った後、「ソリャーウンハーイ」なる言葉を叫んで疾走する一同の所作は、畑を荒らす害獣を調伏する儀礼を意味するともいわれる。かつては篝火を囲んで輪踊りするヒーヤイの周りを警固役となって踊っていたという。
演目の次第はおよそ以下の通り。浅間神社境内と愛宕地蔵堂（浅間神社の東方約500m）を移動して披露される。
（1）鹿ん舞、（2）神よせ〈打ち込みの笛〉、（3）四節踊り〈謡〉、（4）神すずしめ〈ヒーヤイ〉、（5）鹿ん舞、（6）桜花〈ヒーヤイ〉、（7）ぼたん〈ヒーヤイ〉、（8）頼光〈狂言〉、（9）神すずしめ、（10）鹿ん舞、（11）桜花、（12）ぼたん、（13）新曽我〈狂言〉、（14）鹿ん舞、（15）かぼちゃ踊り、（16）ひきは〈踊り〉

## 交通
- （鉄道）大井川鐵道駿河徳山駅下車、徒歩約10分。
- （自動車）新東名高速道路島田金谷ICを降り、大井川上流へ北進約1時間。駐車場あり。